# Grabowska Wola (powiat przysuski)
Grabowska Wola – wieś w Polsce położona w województwie mazowieckim, w powiecie przysuskim, w gminie Potworów. Wieś ma status sołectwa.
W latach 1975–1998 miejscowość należała administracyjnie do województwa radomskiego.
Wierni Kościoła rzymskokatolickiego należą do parafii św. Marii Magdaleny we Wrzeszczowie.